# Rescheid
Rescheid ist ein Ortsteil der Gemeinde Hellenthal im Kreis Euskirchen, Nordrhein-Westfalen.

## Lage
Der Ortsteil liegt südlich von Hellenthal. Südlich des Ortes verläuft die Landstraße 17. Das Dorf hat Durchgangsverkehr über Gemeindestraßen. Am örtlichen Ortsrand liegt der Rehberg.

## Kirche
Die Pfarrkirche ist St. Barbara geweiht, deren Vorgänger-Kapelle bereits 1620 erwähnt wurde. Zweiter Patron ist der hl. Nikolaus. Die Kirche wurde mehrfach erweitert, schließlich im Jahre 1890 im neugotischen Stil. Während der Schlachten im Zweiten Weltkrieg, zwischen September 1944 und März 1945, wurden die Kirche und die zur Pfarre gehörenden Dörfer schwer beschädigt.
Bereits vor Kriegsende errichteten die Bewohner auf Initiative von Pfr. Johannes Meurer eine Notkirche. Im Jahre 1948 konnte schließlich die renovierte Kirche wieder eingeweiht werden, allerdings wurde sie deutlich schlichter, infolge des Mangels, als der Vorgängerbau ausgeführt.
Neben dem Kirchengebäude stand bis 2008 eine mächtige Linde, die in der Franzosenzeit um 1800 als Freiheitsbaum gepflanzt wurde. Da die Linde abgängig war, musste sie 2009 durch eine Neupflanzung ersetzt werden.

Rescheid
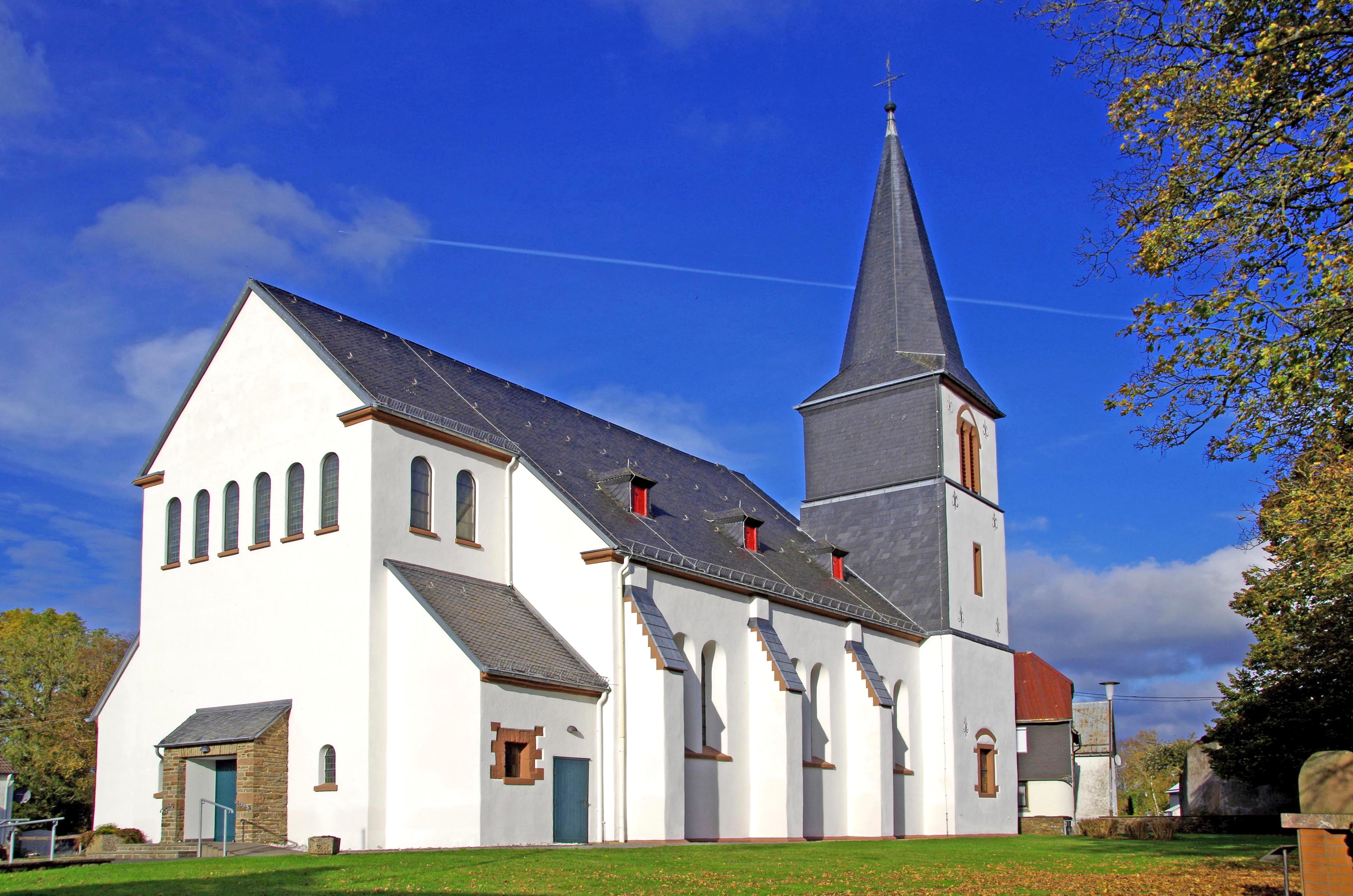
St. Barbara
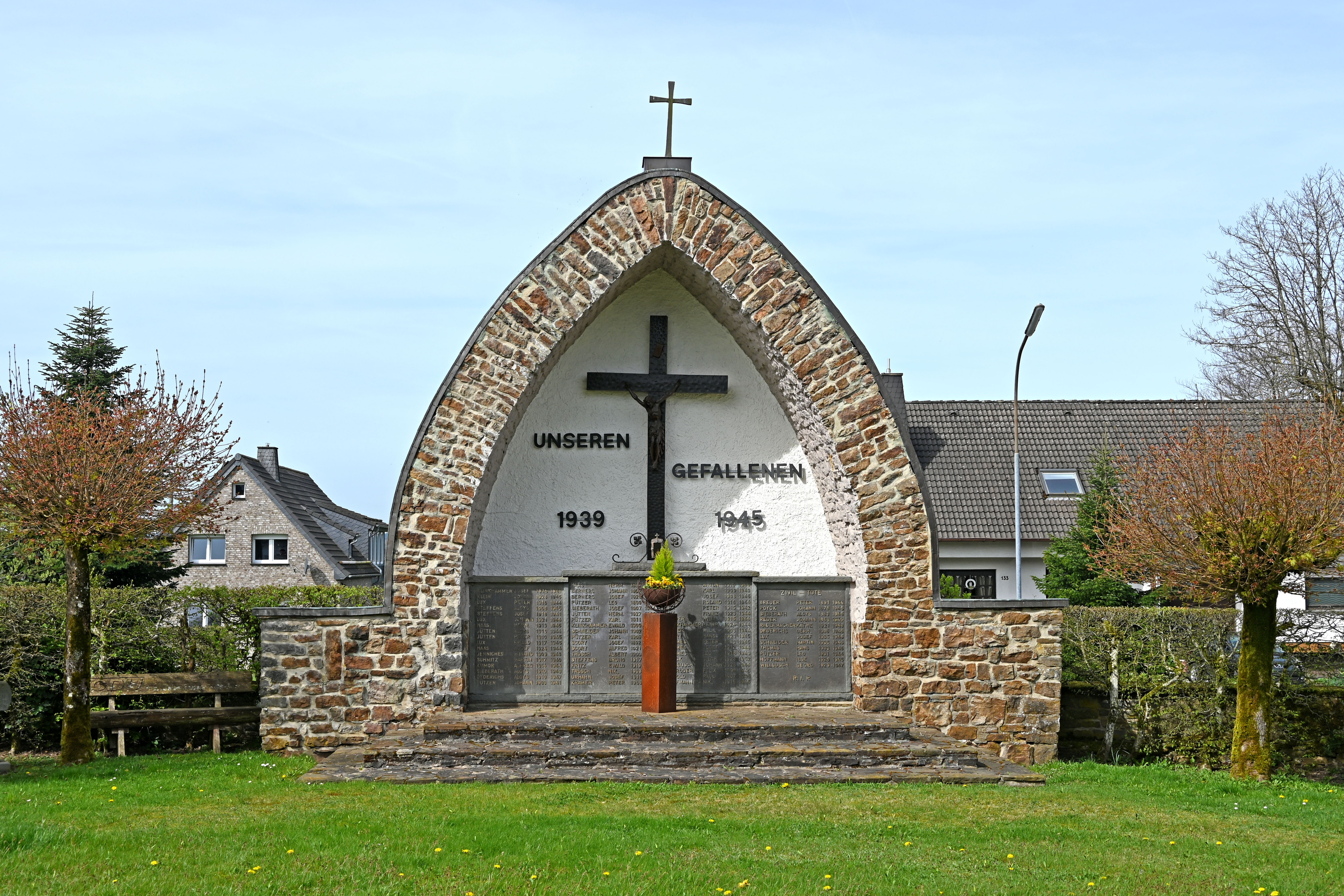
Kriegsopfer-Denkmal
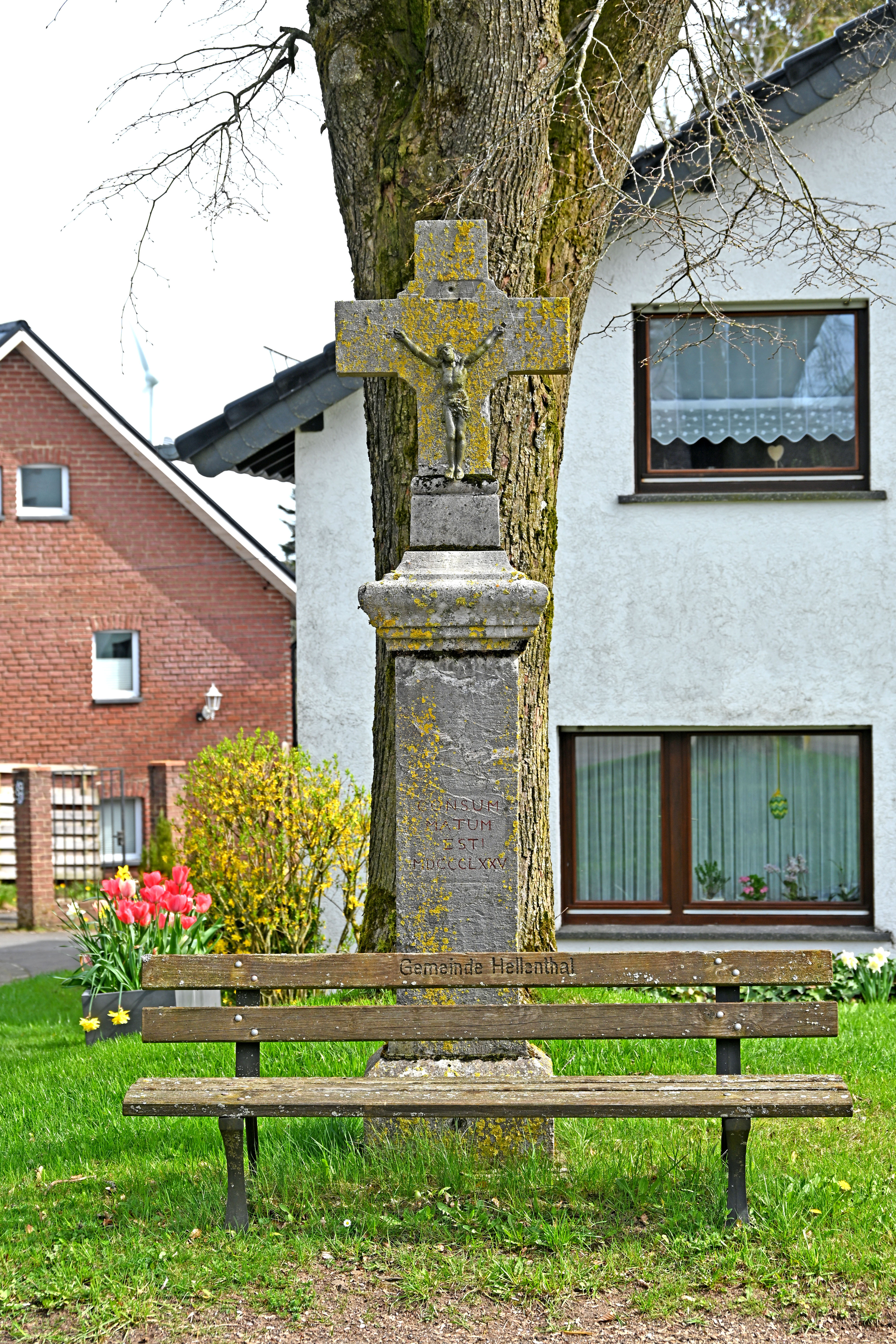
Wegekreuz
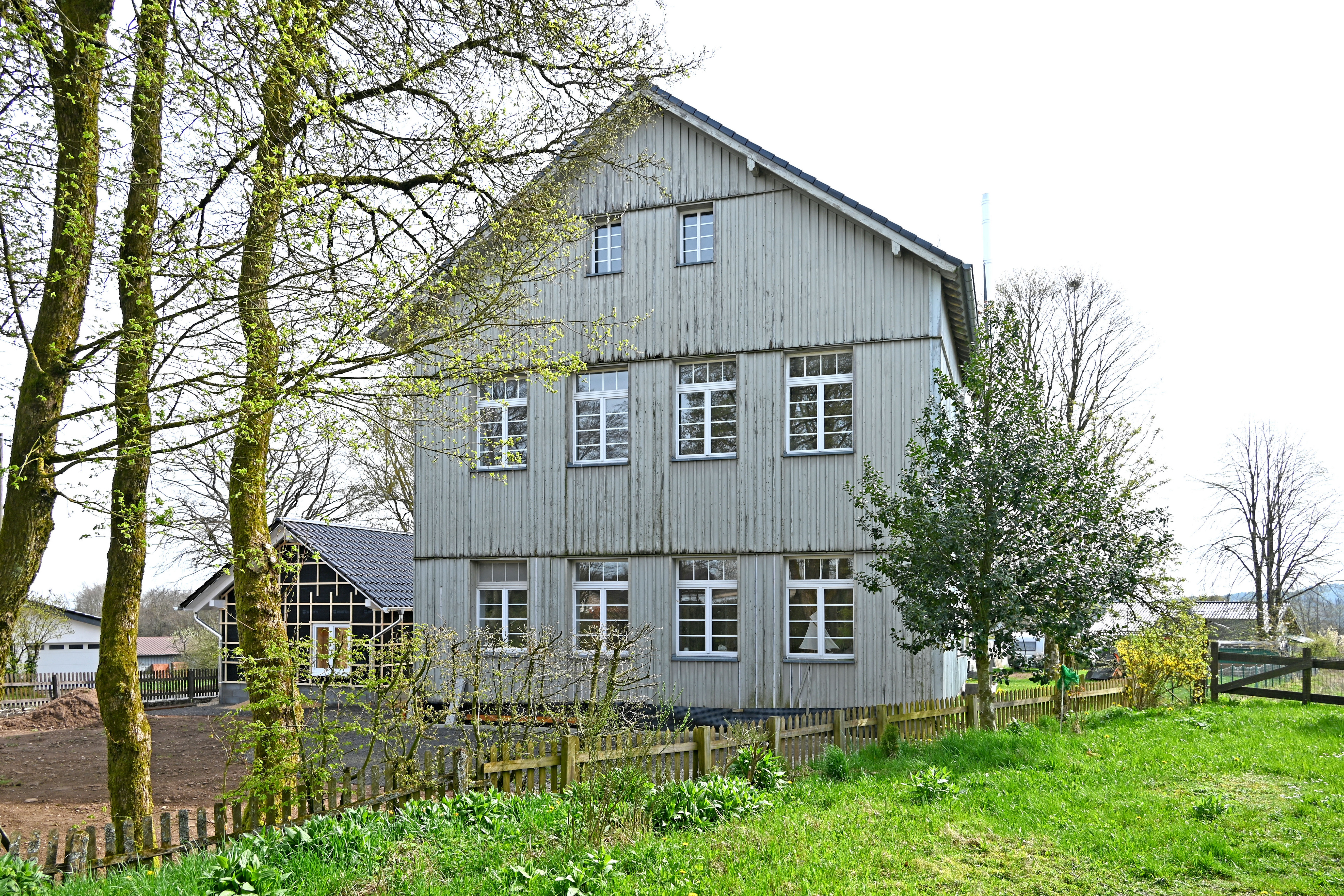
Alte Schule
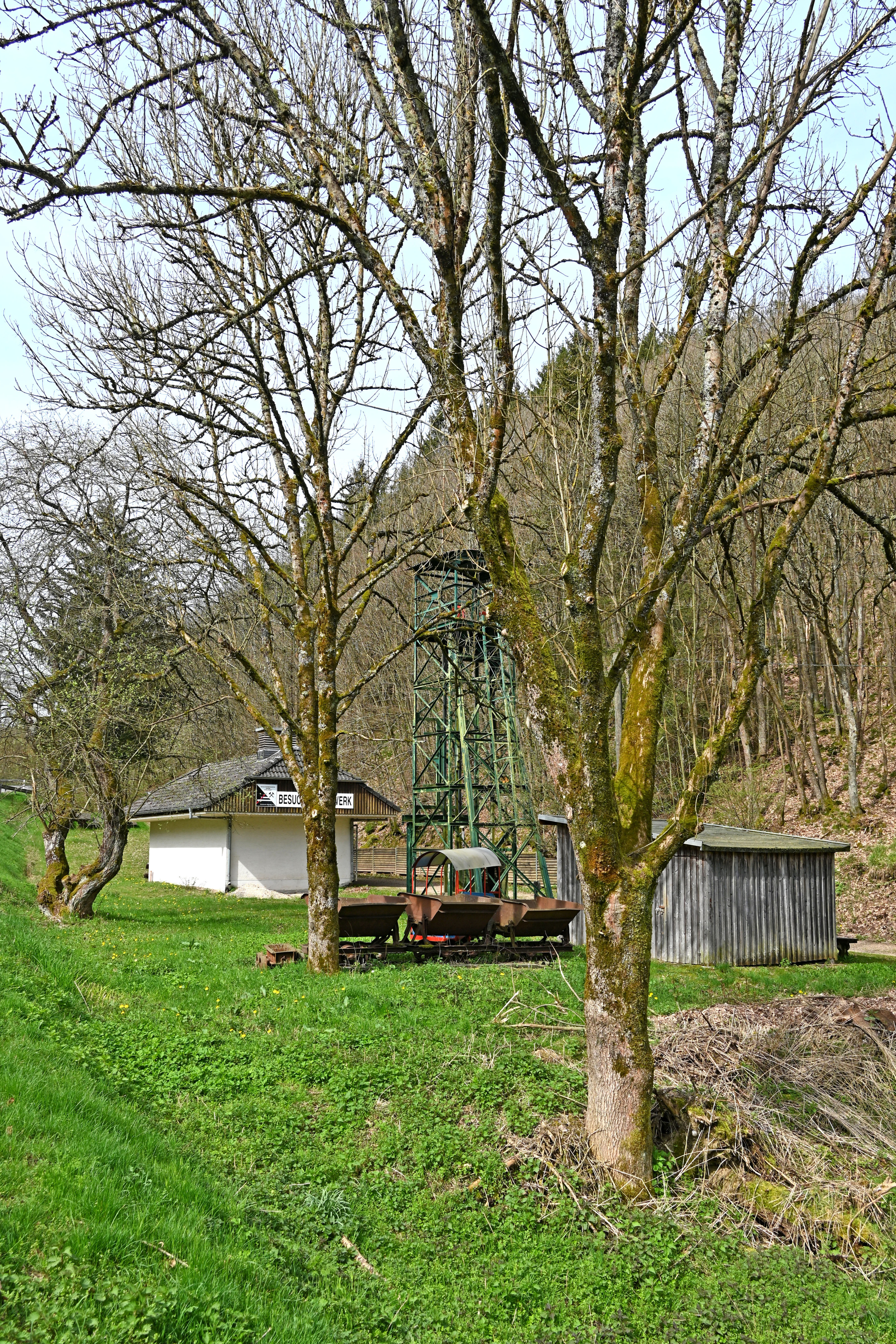
Besucher-Bergwerk
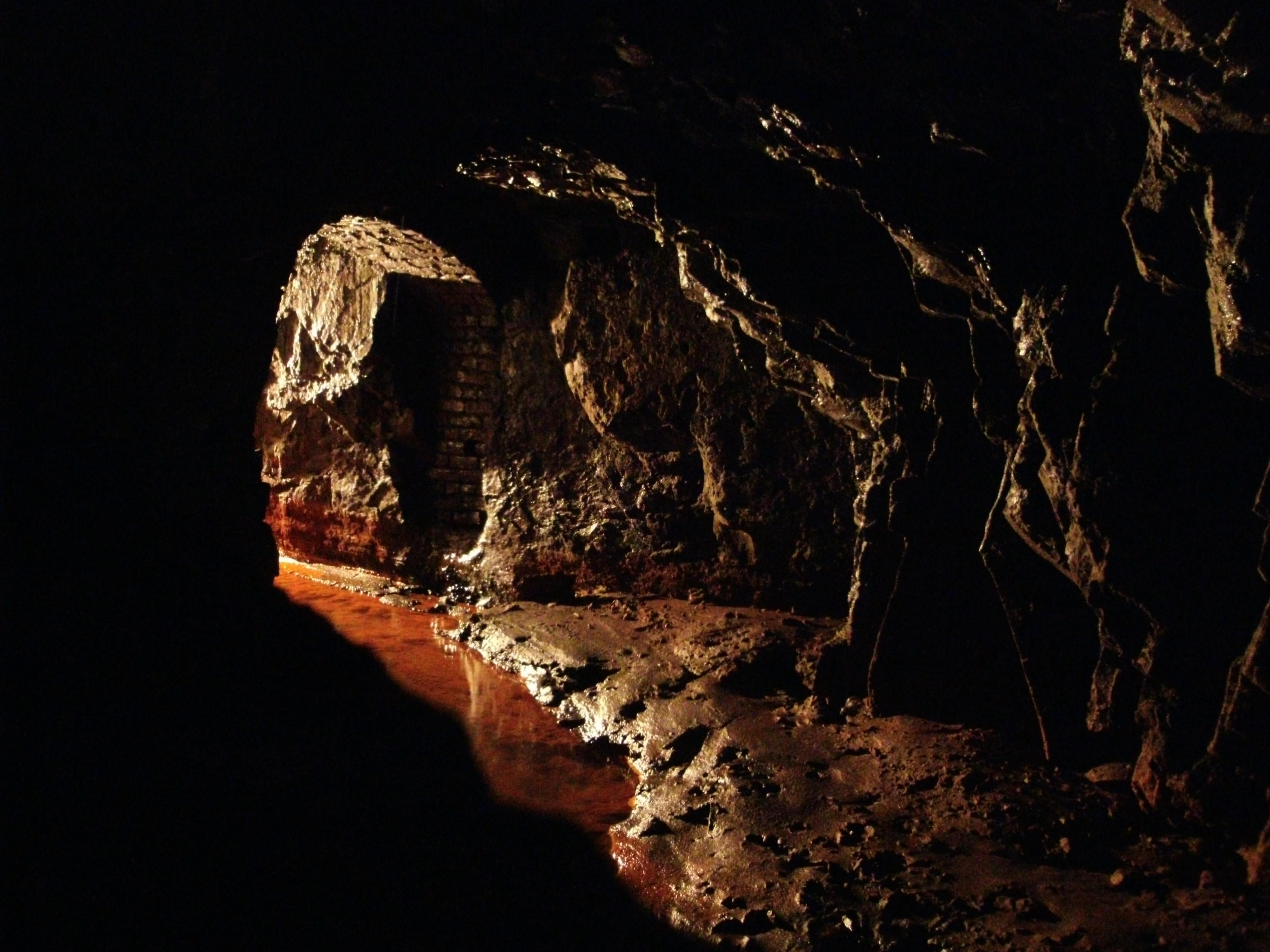
Bleierzbergwerk Grube Wohlfahrt

## Infrastruktur und Verkehr
Im Ort befinden sich eine Bäckerei, eine Kneipe sowie ein Restaurant. Ebenso befand sich bis 2017 ein Lebensmittelgeschäft im Dorf. Der Gemeinde-Bauhof von Hellenthal hat hier seinen Sitz.
In der Nähe von Rescheid liegt das Besucherbergwerk Grube Wohlfahrt. 
Die VRS-Buslinie 838 der RVK verbindet den Ort, überwiegend als TaxiBusPlus nach Bedarf, mit seinen Nachbarorten und mit Hellenthal.
| Linie | Verlauf |
| ----- | --- |
| 838   | MiKE (außer im Schülerverkehr): Hellenthal Busbf – Blumenthal – Dommersbach – Kammerwald – Reifferscheid – (Hönningen/Büschem – Dickerscheid – Oberreifferscheid – Hahnenberg –) Wiesen Abzw – (Haus Eichen – Wahld – Hescheld –) Sieberath – Kradenhövel – Unterwolfert – (Unterdalmerscheid – Oberdalmerscheid –) Oberwolfert – Wittscheid – Zehnstelle – Grube Wohlfahrt – Rescheid – Giescheid – Rescheid – Schwalenbach – Kamberg – Schwalenbach – Schnorrenberg (– Neuhaus) |

## Vereine
- Dorfgemeinschaft Giescheid e. V.
- Dörfergemeinschaft Rescheid e. V.
- Eifelblasorchester Rescheid e. V.
- Förderverein St. Antonius Schnorrenberg e. V.
- Förderverein St. Barbara Rescheid e. V.
- Freiwillige Feuerwehr Hellenthal, Löschgruppe Rescheid
- Heimatverein Rescheid e. V.
- Jugendforum 1972 Rescheid e. V.
- Kirchenchor Rescheid
- Landfrauen Rescheid
- Spielschar Rescheid e.V